# Maximilian Karner
Maximilian Karner (Salisburgo, 3 gennaio 1990) è un ex calciatore austriaco, di ruolo difensore.

## Carriera

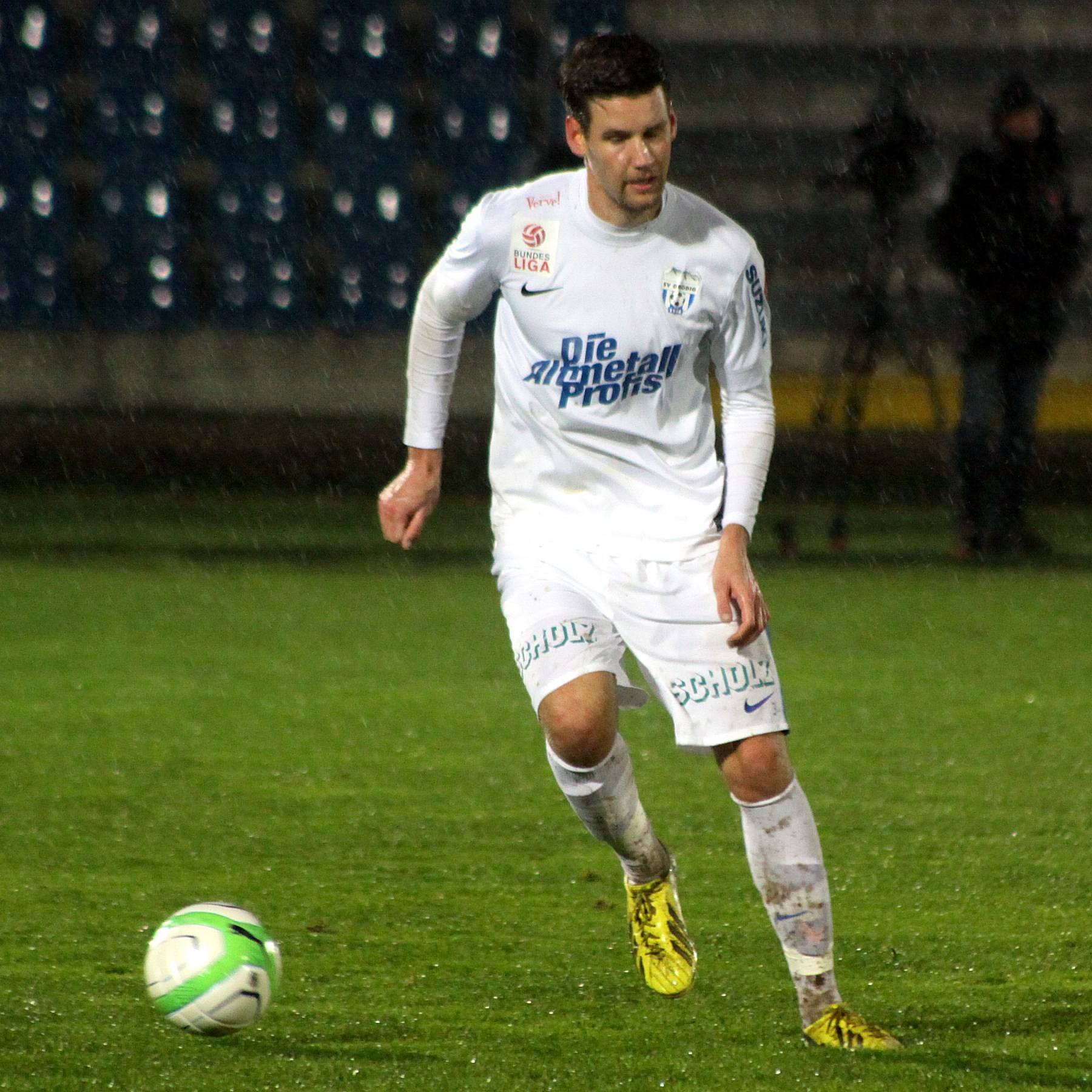
Maximilian Karner

Inizia la sua carriera nel 2005 giocando per il FC Red Bull Salzburg. Nel 2010 si trasferisce nel SV Ried, ma per diversi anni è stato in prestito al SV Grödig. Nel giugno 2011 torna al SV Ried. Nel 2013 firma per il SV Grödig.